# Malý Říjen
Malý Říjen je divadelní hra Ladislava Smoljaka.
Odehrává se v době první světové války v cele rakouské věznice. V ní se scházejí vězeň Babinský, čeští politici Kramář a Rašín, špiónka Mata Hari, V. I. Lenin a Slovák Juraj Slovák, aby v jejich dialozích ožily problémy počátku dvacátého století, z nichž mnohé přežily dodnes.
Hra se vyznačuje podobným typem humoru, který autora proslavil v Divadle Járy Cimrmana. Poprvé byla uvedena v Divadle Na zábradlí 15. dubna 1999. V červnu 2019 ji plánuje uvést Klicperovo divadlo (režie Šimon Caban).